# Jansky (cràter)
Jansky és un cràter d'impacte que es troba sobre el terminador oriental de la Lluna. Es troba just a l'est de la plana emmurallada del cràter de major grandària Neper, en el bord sud del Mare Marginis. A causa de la seva ubicació, aquest cràter es veu lateralment des de la Terra, la qual cosa limita el detall que es pot observar. La visibilitat també es veu afectada per la libració, que pot ocultar aquesta formació per complet.

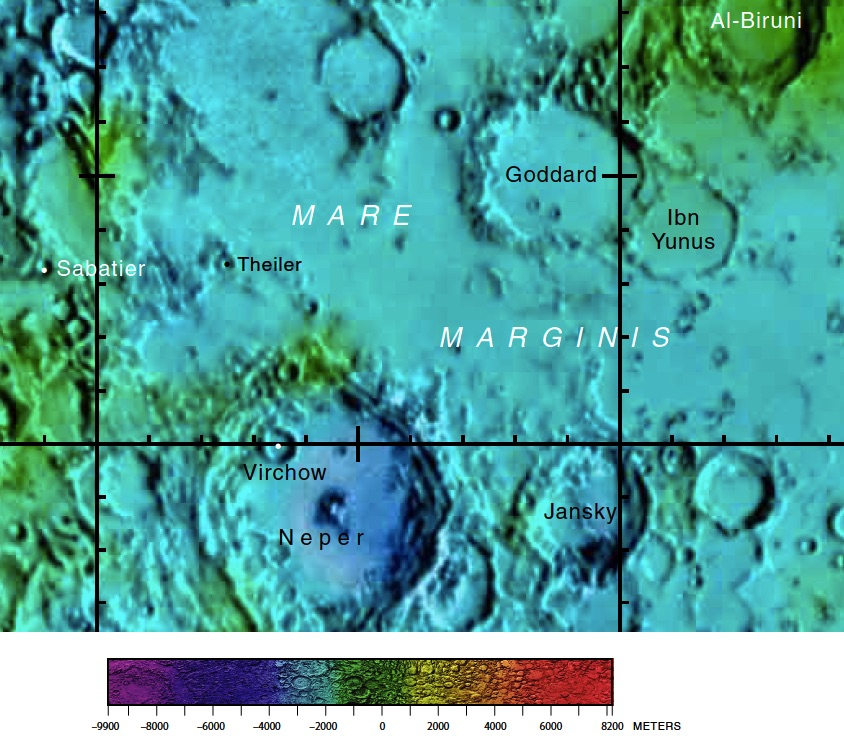
Localització de Jansky (quadrant inferior dret). Fotografia de la missió Lunar Reconnaissance Orbiter

Es tracta d'un cràter desgastat amb un brocal erosionat. En particular, la part sud de la vora és abrupta i de forma irregular, amb un parell de petits cràters en la paret interior. La resta de la vora és aproximadament circular. El sòl interior manca relativament de trets distintius, a excepció d'uns cràters petits.

## Cràters satèl·lit

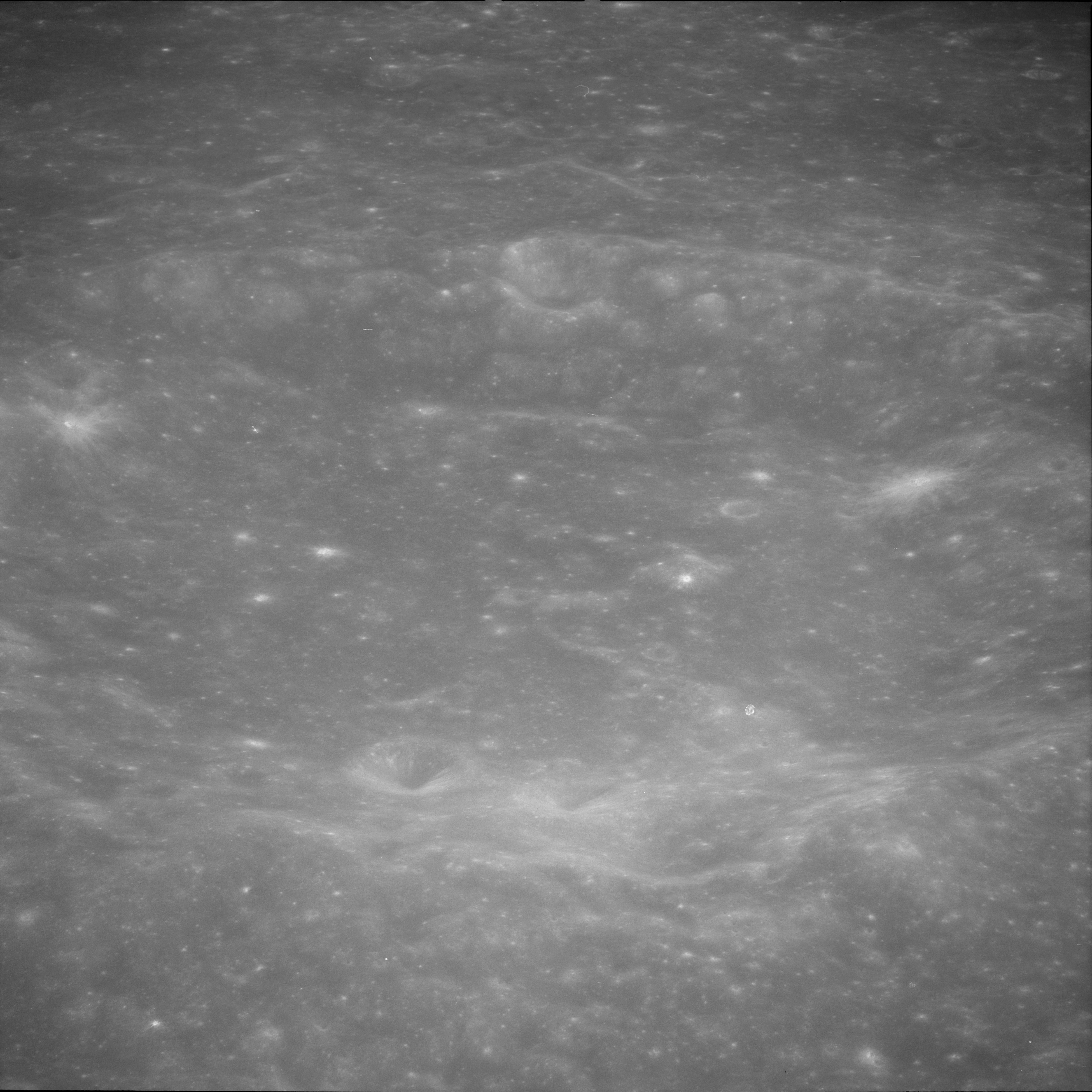
Fotografia de la missió Apol·lo 11

Per convenció aquests elements són identificats en els mapes lunars posant la lletra en el costat del punt mitjà del cràter que està més proper a Jansky.
|        | \| Jansky \| Coordenades \| Diàmetre \| \| ------ \| ---------------------------------- \| -------- \| \| D \| 9° 30′ N, 91° 12′ E / 9.5°N,91.2°E \| 20 km \| \| F \| 8° 48′ N, 92° 12′ E / 8.8°N,92.2°E \| 50 km \| \| H \| 7° 48′ N, 91° 18′ E / 7.8°N,91.3°E \| 11 km \| |          |
| Jansky | Coordenades | Diàmetre |
| D      | 9° 30′ N, 91° 12′ E / 9.5°N,91.2°E | 20 km    |
| F      | 8° 48′ N, 92° 12′ E / 8.8°N,92.2°E | 50 km    |
| H      | 7° 48′ N, 91° 18′ E / 7.8°N,91.3°E | 11 km    |